# Chi Vông đồng
Chi Vông đồng (danh pháp khoa học: Hura) là một chi thực vật có hoa thuộc họ Đại kích được Carolus Linnaeus mô tả khoa học năm 1753. Chúng có nguồn gốc từ khu vực nhiệt đới Nam Mỹ, Trung Bộ châu Mỹ và Đông Ấn Độ.

## Các loài
Hiện tại chi Vông đồng gồm hai loài:
- Hura crepitans L. - nguồn gốc từ Nicaragua, Bahamas, Bolivia; chúng được du nhập vào nhiều nước châu Phi (Guinea, Guinea-Bissau, Benin, Cộng hòa Trung Phi)
- Hura polyandra Baill. - Mexico, Trung Mỹ, Ecuador

## Tên gọi Latin
Tên gọi Hura của chi còn được sử dụng trùng lặp với một chi thực vật khác được mô tả bởi Johann Gerhard Koenig năm 1783. Tuy nhiên theo quy ước quốc tế về đặt danh pháp khoa học cho tảo, nấm và thực vật thì tên gọi đặt sau của Koenig là không hợp lệ, hiện tại được chuyển vào chi Globba:
- Hura koenigii chuyển thành Globba pendula.
- Hura siamensium chuyển thành Globba pendula.

## Hình ảnh

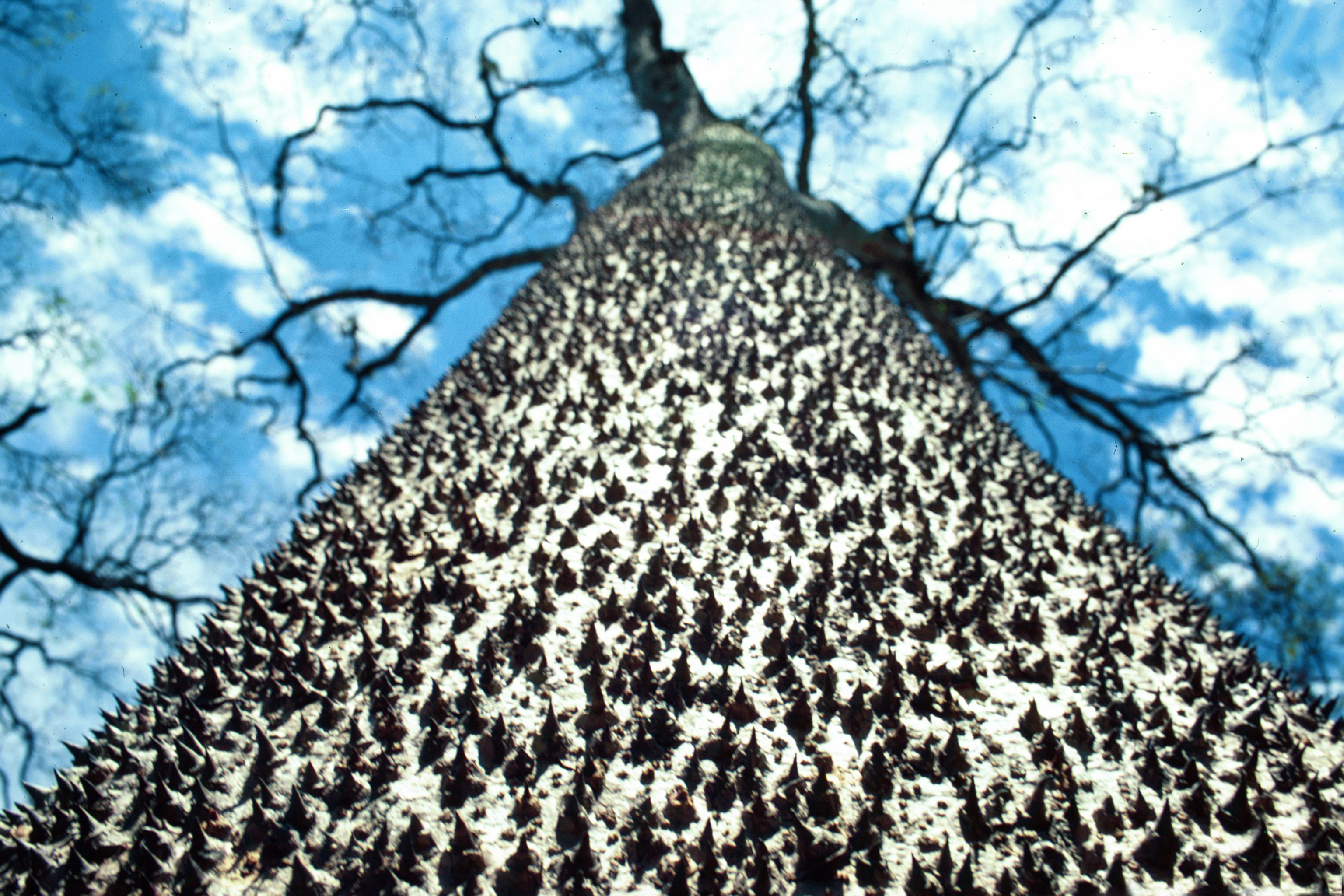
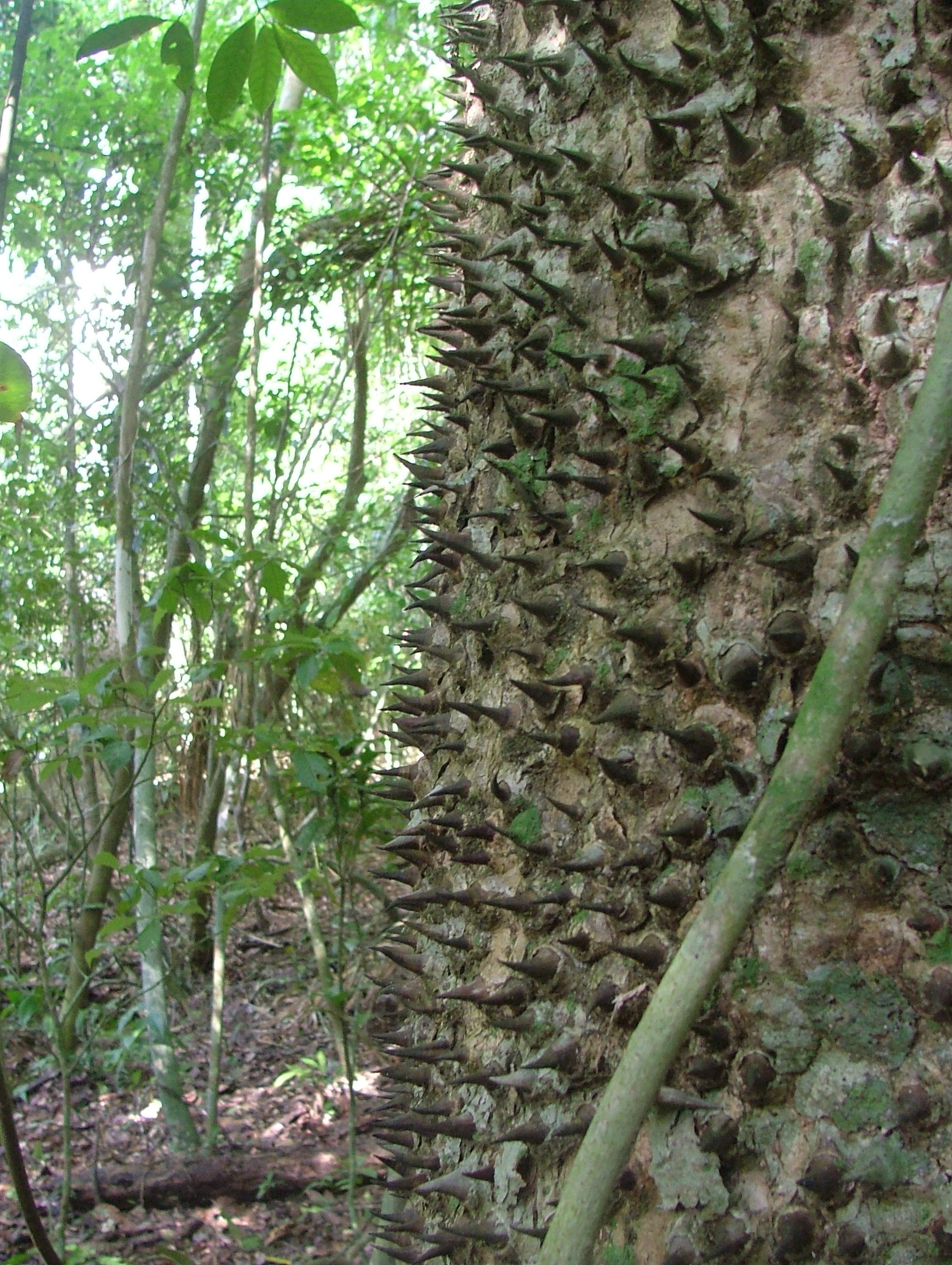
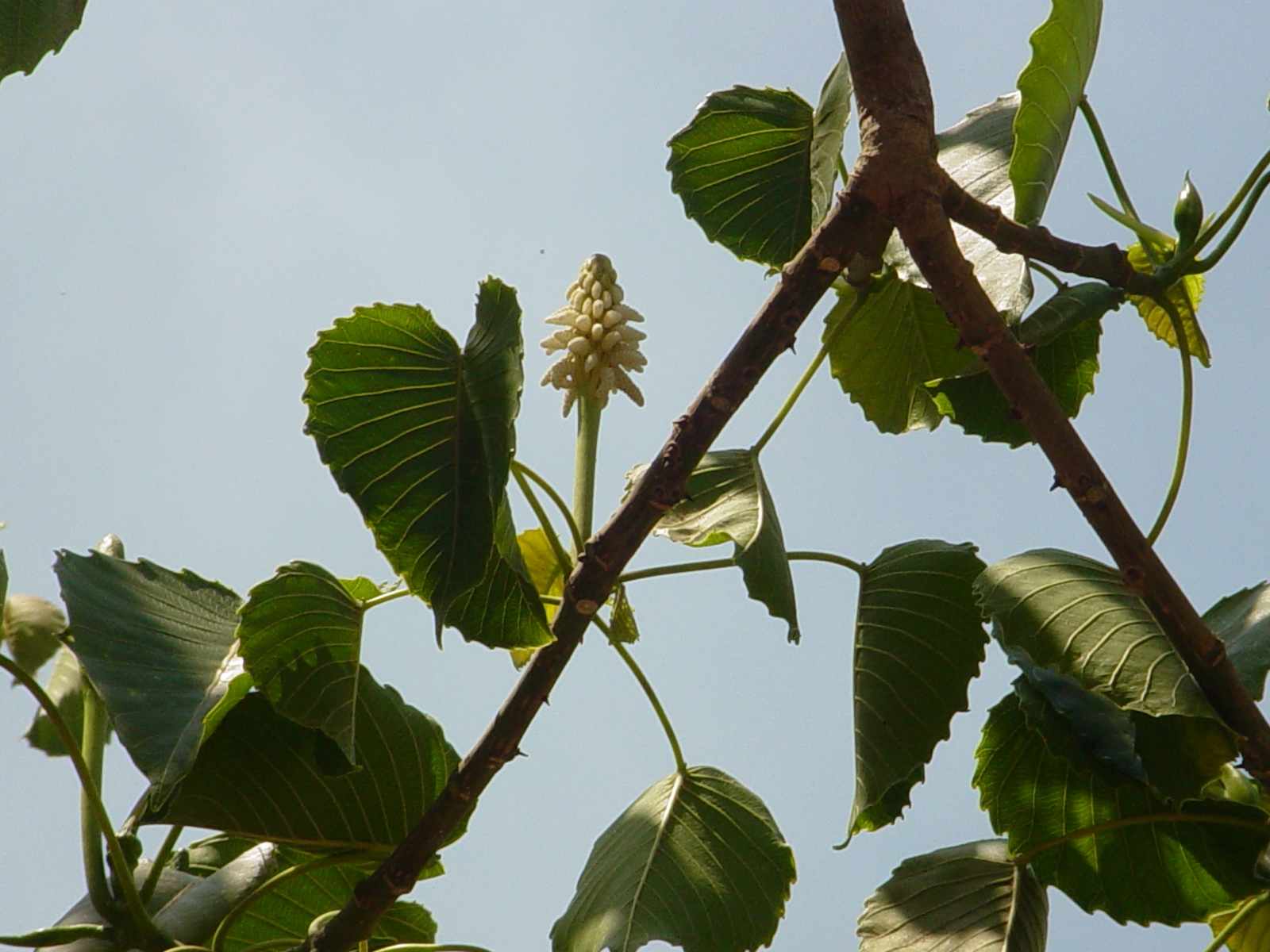